# Pokémon Rosso Fuoco e Verde Foglia
Pokémon Versione Rosso Fuoco (ポケットモンスター ファイアレッド?, Poketto Monsutā Faiareddo) e Pokémon Versione Verde Foglia (ポケットモンスター リーフグリーン?, Poketto Monsutā Rīfugurīn) sono una coppia di videogiochi della serie Pokémon pubblicati nell'ottobre del 2004 da Nintendo per GameBoy Advance, sono stati pubblicati in bundle con l'adattatore wireless per Game Boy Advance e sono un remake di Pokémon Rosso e Blu.
I giochi sono stati pubblicati il 29 gennaio 2004 in Giappone, il 9 settembre 2004 in Nord America e il 1º ottobre 2004 in Europa. È stato possibile ottenere il gioco prima al Pokémon Center a New York il 28 agosto 2004 come gadget di un evento speciale pre-vendita per i giocatori che avevano ordinato il gioco.
I due giochi sono compatibili con altri videogiochi Pokémon per Game Boy Advance e GameCube, ovvero Pokémon Rubino e Zaffiro, Pokémon Smeraldo; Pokémon Colosseum, Pokémon XD: Tempesta Oscura e Pokémon Box: Rubino e Zaffiro.

## Trama

### Ambientazione

Il protagonista del gioco, Rosso, è un allenatore di Pokémon di dieci anni. Il suo aspetto è stato riutilizzato anche nella serie Super Smash Bros..

Pokémon Rosso Fuoco e Verde Foglia si svolgono principalmente nella regione immaginaria di Kanto. Essa include vari habitat popolati da varie specie Pokémon, paesi e città occupati da umani e percorsi che collegano le varie località. Alcune aree sono accessibili solo dopo che i giocatori acquisiscono un determinato oggetto speciale o che uno dei loro Pokémon apprende un'abilità speciale, come spostare pesanti massi o risalire cascate. Verso la fine della trama, il protagonista è in grado di avventurarsi nel Settipelago, un arcipelago di sette isole contenente Pokémon normalmente esclusivi della regione di Johto e non presente nei giochi originali Rosso e Blu.

### Storia
Il protagonista di Rosso Fuoco e Verde Foglia è un ragazzo che vive in una piccola città chiamata Biancavilla. Dopo che il giocatore si avventura da solo nell'erba alta, una voce lo avverte di fermarsi. Il Professor Oak, un famoso ricercatore di Pokémon, spiega al giocatore che tale erba è l'habitat dei Pokémon selvatici e incontrarli da soli può essere molto pericoloso. Pertanto, porta il giocatore nel suo laboratorio dove questi incontra il nipote di Oak, un altro aspirante Allenatore di Pokémon. Al giocatore e al suo rivale viene chiesto di scegliere un Pokémon per i loro viaggi. Il rivale quindi sfida il giocatore a una battaglia Pokémon, e continuerà ad affrontare il giocatore in determinati punti durante il gioco.
Dopo aver raggiunto la città successiva, al giocatore viene chiesto di consegnare un pacco al Professor Oak. Al suo ritorno al laboratorio, viene presentato loro un Pokédex, un'enciclopedia hi-tech che registra le informazioni di tutti i Pokémon catturati. Oak chiede quindi al giocatore di realizzare il suo sogno di compilare un elenco completo di tutti i Pokémon del mondo.
Durante la visita alle varie città della regione, il giocatore si imbatte in alcuni edifici chiamati Palestre Pokémon. All'interno di questi edifici ci sono i Capipalestra, che il giocatore deve sconfiggere in una lotta per ottenere una medaglia. Una volta acquisite un totale di otto medaglie, al giocatore viene dato il permesso di entrare nella Lega Pokémon, che comprende i migliori allenatori di Pokémon della regione. Lì il giocatore combatte i Superquattro. Inoltre, durante il gioco, il giocatore deve combattere contro le forze del Team Rocket, un'organizzazione criminale che intende sfruttare i Pokémon per i propri scopi.
Dopo aver sconfitto i Superquattro e il Campione, uno dei membri, Lorelei, scompare. Dopo aver ottenuto l'accesso al Settipelago, una regione completamente nuova, il giocatore scopre Lorelei nella sua casa e la convince a tornare con loro. Ancora una volta, il protagonista deve sventare i piani del Team Rocket in diverse occasioni, recuperare due artefatti, il Rubino e lo Zaffiro, e metterli nel computer principale di Primisola.

## Modalità di gioco

In Rosso Fuoco e Verde Foglia è possibile ottenere Pokémon non presenti nei giochi originali, Nella schermata, il giocatore controlla un Murkrow (esclusivo di Rosso Fuoco) e combatte contro un Misdreavus (esclusivo di Verde Foglia).

Queste due versioni di Pokémon non sono solamente dei remake di Pokémon Rosso e Blu, ma degli enhanced remake, infatti oltre a mantenere la maggior parte delle caratteristiche dei vecchi titoli, hanno acquistato nuove funzioni. Ad esempio la funzione "Aiuto" permette al giocatore di ottenere le risposte alle FAQ sugli aspetti principali del videogioco durante il corso della partita.
Inoltre in fase di caricamento il giocatore può rivedere gli ultimi eventi più importanti avvenuti prima del salvataggio per ripercorrere mentalmente i progressi fatti.
Sono stati inoltre implementati gli strumenti Cercasfide e Pokévip che permettono ai giocatori, rispettivamente, di combattere nuovamente contro gli altri allenatori del gioco e di immagazzinare informazioni su alcuni di essi. Sfortunatamente, non è possibile utilizzare il Cercasfide per lottare nuovamente contro i capipalestra o contro i singoli allenatori che compongono i Superquattro. Sono stati anche inseriti gli Insegnamosse, personaggi che permettono di insegnare ad un Pokémon una speciale mossa.
I giochi, se accoppiati con l'adattatore Wireless, permettono ai giocatori di connettersi in rete nella Sala Contatto.
La Sala Contatto è una stanza di scambio che permette la connessione simultanea di massimo otto persone. Nella sala è possibile effettuare scontri, scambi o semplicemente chattare. Inoltre, proseguendo nel gioco, è possibile partecipare a mini-giochi (come Pokésalti, una sorta di salto alla corda, o Dodrio Pigliabacche, nel quale bisogna raccogliere con le tre teste di un Dodrio delle bacche che cadono) utilizzando la propria squadra di Pokémon. In queste sfide possono competere fino a 5 giocatori. Infine è possibile usufruire della funzione Dono segreto, tramite l'adattatore Wireless, per ottenere oggetti speciali nelle promozioni Nintendo.  Inoltre, dopo aver concluso la trama del gioco, diventa possibile scambiare con le versioni Rubino, Zaffiro, Smeraldo, Colosseum e XD.
In questi giochi è stata aggiunta inoltre una nuova area, disponibile ai giocatori che hanno completato il gioco, chiamata Settipelago. Nell'arcipelago è possibile incontrare Pokémon ed ottenere oggetti presenti nelle regioni di Johto ed Hoenn. La presenza delle nuove isole non altera la storia originale del videogioco, che ricalca quella di Pokémon Rosso e Blu.

## Sviluppo
Pokémon Rosso Fuoco e Verde Foglia furono annunciati per la prima volta nel settembre 2003 come imminenti remake dei giochi originali Pocket Monsters Red e Green che furono rilasciati in Giappone nel 1996. Il game director Jun'ichi Masuda dichiarò che i nuovi titoli sarebbero stati sviluppati intorno all'idea di semplicità, poiché il motore di gioco era una versione leggermente modificata di quella usata in Pokémon Rubino e Zaffiro. Di conseguenza, Rosso Fuoco e Verde Foglia vennero resi completamente retrocompatibili con Rubino e Zaffiro, consentendo ai giocatori di scambiare Pokémon tra i giochi.
La connettività di Rosso Fuoco e Verde Foglia con l'adattatore wireless per Game Boy Advance fu annunciata dall'allora presidente di Nintendo Satoru Iwata come in grado di "migliorare le battaglie uno contro uno, lo scambio di informazioni e la comunicazione con gli altri". Venne inoltre inserita un'interfaccia migliorata per il gioco per aumentare la facilità d'uso per i nuovi giocatori, così come un sistema di aiuto integrato nel gioco che in grado di aiutare i giocatori persi o confusi. Il presidente di The Pokémon Company Tsunekazu Ishihara ha osservato: "Non riteniamo che questo sia un remake. Riteniamo che questo sia un nuovo gioco, con tecnologia wireless", riferendosi all'adattatore wireless in dotazione.
La produzione esclusiva giapponese di Rosso Fuoco e Verde Foglia è stata limitata a mezzo milione di copie, nonostante il successo di Pokémon Rubino e Zaffiro. IGN ha ipotizzato che Nintendo si aspettasse una minore domanda per i nuovi giochi o che fosse limitata dalla produzione dell'adattatore wireless in dotazione. Le versioni nordamericane di Rosso Fuoco e Verde Foglia furono annunciate indirettamente al DICE nel 2004. Sebbene i giochi originali fossero stati rilasciati come "Red" e "Blue" in Nord America, i remake mantennero i nomi giapponesi di "Red" e "Green". Masuda ebbe in seguito a dichiarare che si era trattata di una sua scelta, affermando che la foglia rappresentava un'icona pacifica, in contrasto con l'alternativa dell'acqua che vedeva suggerire un conflitto con l'icona del fuoco usata dall'altro gioco.

## Musica
Nei videogiochi le musiche di sottofondo sono composte da Jun'ichi Masuda, già compositore delle musiche delle versioni Rosso, Blu e Giallo. Alcune tracce sono riprese da Oro, Argento e Cristallo. Le musiche sono state arrangiate da Go Ichinose e Morikazu Aoki.
In Giappone il 26 maggio 2004 è stato pubblicato il set di due dischi dal titolo GBA Pokémon Firered & Leafgreen Super Complete, comprendenti sia le musiche del gioco (che occupano l'intero primo disco) che alcune canzoni bonus (nel secondo). Queste ultime comprendono le tracce cantate "Oshiete! Oniisan" e "memory P", rispettivamente cantate da Hironobu Yoshida e da Yumi Senka.

## Accoglienza
| Testata                                | Giudizio |
| -------------------------------------- | -------- |
| GameRankings (media al 23 giugno 2009) | 82,14%   |
| Metacritic (media al 23 giugno 2009)   | 81/100   |
| AllGame                                | 3,5/5    |
| Game Informer                          | 8/10     |
| GameSpot                               | 8,4/10   |
| GameSpy                                | 4/5      |
| IGN                                    | 9,0/10   |
| Nintendo Power                         | 4,5/5    |

Le recensioni di Pokémon Rosso Fuoco e Verde Foglia sono state per lo più positive e i giochi detengono un punteggio complessivo dell'81% su Metacritic. Craig Harris di IGN ha assegnato ai giochi una valutazione di "Eccezionale" 9.0/10 e ha elogiato i creatori dei giochi per aver creato un gioco che "funziona estremamente bene per il mercato portatile. Non ha la stessa varietà di Rubino e Zaffiro, ma è comunque incredibilmente soddisfacente. " Harris era meno positivo sulla grafica dei giochi, che pensava fosse "limitata" e "basilare". Greg Kasavin di GameSpot, che ha assegnato ai giochi 8,4 su 10, ha commentato che "sebbene i Pokémon avrebbero probabilmente bisogno di qualche nuovo colpo di scena dopo tutti questi anni, Rosso Fuoco e Verde Foglia sono ottimi giochi di ruolo per i loro meriti, pieni di molti più contenuti e più sfide rispetto a Rubino e Zaffiro dello scorso anno e offre un gameplay avvincente che può essere molto divertente per i giocatori di tutte le età ". A differenza di Harris, Kasavin ha elogiato la grafica dei giochi per il loro "bell'aspetto colorato e il design accattivante dei personaggi per cui la serie è famosa". Game Informer ha valutato i giochi come "Molto buoni" 8/10 per essere "molto divertenti", tuttavia hanno visto la grafica come "assolutamente insignificante" rispetto ad altri giochi portatili.
Il revisore di GameSpy Phil Theobald, che ha assegnato ai giochi quattro stelle su cinque, ha dichiarato: "Prima che me ne rendessi conto, sono rimasto di nuovo affascinato. Il gameplay incredibilmente semplice combinato con le battaglie più strategiche di quanto sembrino è semplicemente troppo per resistere. E sì, l'espediente "acchiappali tutti" è ancora efficace, per non parlare del necessario per costruire una squadra ben bilanciata. C'è solo qualcosa nel rintracciare, catturare e addestrare tutti quei Pokémon che disegnano davvero nel mondo del gioco ". Ha giustificato la grafica dei giochi confrontandoli con le versioni "brutte" originali Rosso e Blu. Ulteriori elogi sono stati dati alle nuove funzionalità come il tutorial contestuale e il flashback durante il caricamento di una partita salvata, nonché le capacità multiplayer dei giochi tramite l'adattatore wireless

### Vendite
Durante la sua prima settimana di uscita in Giappone, Rosso Fuoco e Verde Foglia hanno venduto un totale di 885 039 copie, che era inferiore alla quantità venduta da Pokémon Rubino e Zaffiro nello stesso lasso di tempo, ma IGN ha ritenuto che le vendite minori fossero dovute al fatto che si trattava di remake.  Nella prima metà di agosto, prima che Pokémon Rosso Fuoco e Verde Foglia venissero rilasciati negli Stati Uniti, i giochi hanno ricevuto oltre 150 000 preordini, più del doppio di quelli ricevuti da Rubino e Zaffiro. George Harrison, vicepresidente senior del marketing e della comunicazione aziendale di Nintendo, ha osservato: "Questa prevendita indica più del doppio dell'interesse del giocatore!" Più di un milione di copie di Rosso Fuoco e Verde Foglia sono state vendute negli Stati Uniti meno di un mese dopo la loro uscita in quella regione. Al 31 marzo 2008, i giochi avevano venduto 11,82 milioni di copie in tutto il mondo. I giochi sono poi entrati nella linea Player's Choice di Nintendo in Nord America e sono stati ricommercializzati con un prezzo al dettaglio notevolmente inferiore. Tuttavia, a differenza della versione originale, i giochi dell'edizione Player's Choice non includevano un adattatore wireless in dotazione.

### Premi
| Anno | Premio                             | Categoria                          | Esito     | Nota   |
| ---- | ---------------------------------- | ---------------------------------- | --------- | ------ |
| 2004 | Spike Video Game Awards            | Miglior portatile                  | Candidato |        |
| 2005 | British Academy Game Awards        | Portatile                          | Candidato |        |
| 2005 | Best and Worst del 2005 (GameSpot) | Miglior gioco per Game Boy Advance | Candidato | [ 28 ] |